# 安日彥
安日彥（アビヒコ）又作安日王、安日比古，乃是日本神話裡的虛構人物，傳說為長髓彥之兄長。

## 概要
無論是《古事記》或者《日本書紀》皆未記載他的名字，故一般認為是虛構人物，甚至還出現他與長髓彥是同一人的說法。但是鎌倉時代至室町時代間完成、以曾我兄弟復仇事件為題材的軍記物語《曾我物語》卻描述此人為遭流放至蝦夷地的祖先「鬼王安日」，其弟長髓彥被神武天皇攻克後，接濟他一同流亡至現在津輕地方青森縣弘前市一帶。
此外，第二次世界大戰後才出現的偽史《東日流外三郡誌》描述安日彥為叛民首領，與弟弟長髓彥流亡至津輕地方，並與當地土著阿曾部、津保化組成荒吐族，持續抵抗大和王權。

## 內部連結
- 長髓彥
- 神武東征
- 饒速日命
- 荒吐神

## 外部連結
- （日語）みちのく奇談：安日彦（あびひこ） （页面存档备份，存于）